# Gino Marchetti
Gino John Marchetti (Smithers, Nyugat-Virginia, 1926. január 2. – Paoli, Pennsylvania, 2019. április 29.) amerikai amerikaifutball-játékos.

## Pályafutása
1952-ben a Dallas Texans, 1953 és 1964 között, illetve 1966 a Baltimore Colts játékosa volt. 1958-ban és 1959-ben a Colts együttesével az AFL-bajnoka lett. 1954 és 1964 között részt vett a Pro Bowl-mérkőzéseken.

## Sikerei, díjai
- AFL
  - bajnok (2): 1958, 1959
- Baltimore Ravens Ring of Honor